# Marcgravia oligandra
Marcgravia oligandra är en tvåhjärtbladig växtart som beskrevs av John Wright och August Heinrich Rudolf Grisebach. Marcgravia oligandra ingår i släktet Marcgravia och familjen Marcgraviaceae. Inga underarter finns listade i Catalogue of Life.